# 론 하퍼 주니어

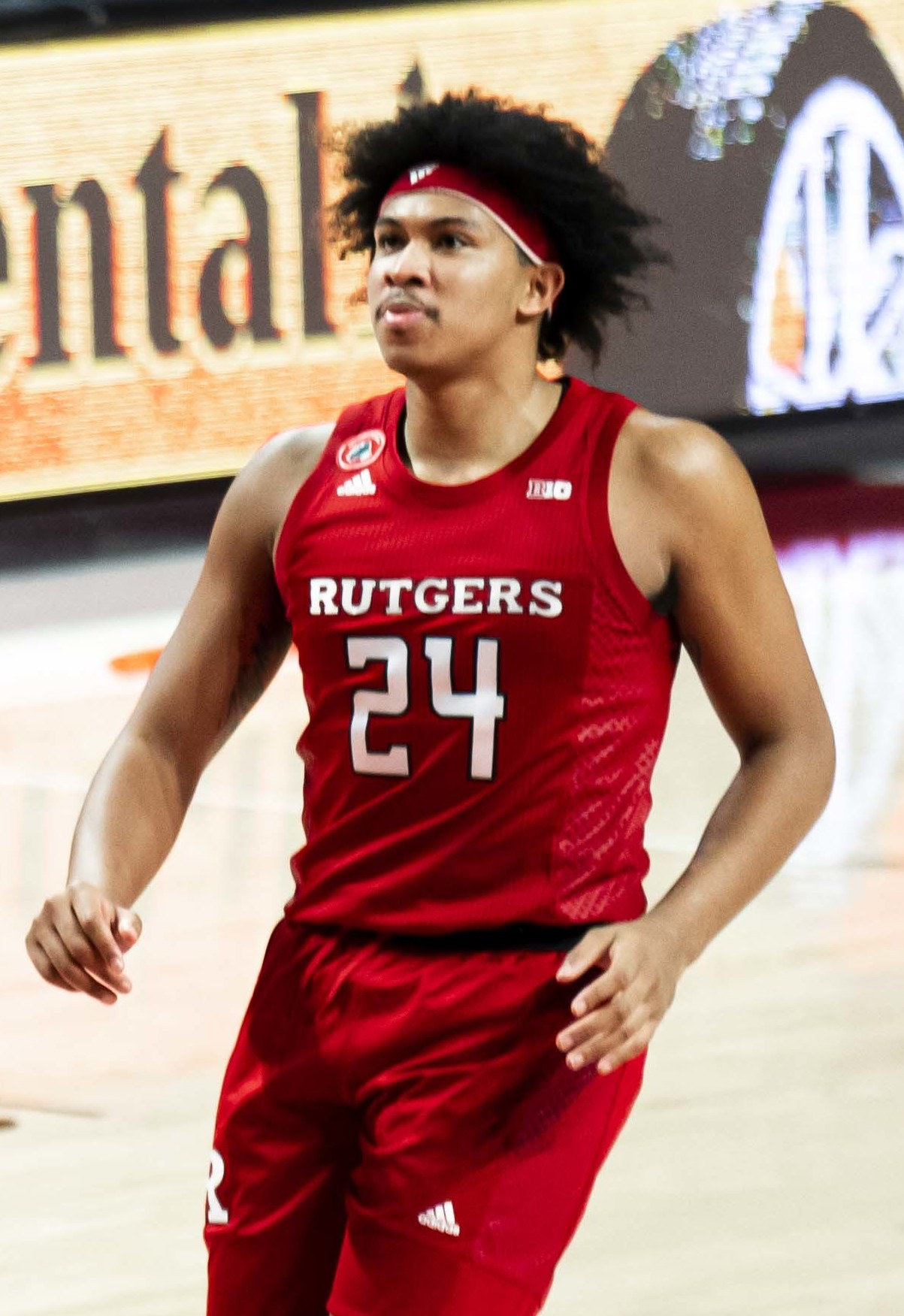

론 하퍼 주니어(Ronald Harper Jr., 2000년 4월 12일 ~ )는 NBA G 리그의 랩터스 905와 양방향 계약을 맺고 NBA(전미 농구 협회)의 토론토 랩터스에서 마지막으로 뛰었던 미국 프로 농구 선수이다. 빅 텐 콘퍼런스의 러트거스 스칼렛 나이츠에서 대학 농구를 했다. 전 NBA 선수 론 하퍼의 아들이면, 동생은 샌안토니오 스퍼스 딜런 하퍼이다.